# Laura Gemser
Laura Gemser, pravim imenom Laurette Marcia Gemser (Java, 5. listopada 1950.) je indonezijska glumica i fotomodel. Zbog svoje egzotične ljepote i talijanskog erotskog serijala Crna Emanuelle smatra se jednom od najpoznatijih erotskih ikona 1970-ih. Od 1955. godine živi u Nizozemskoj.

## Životopis
U ranoj mladosti bavila se manekenstvom, no kada su njene fotografije došle do talijanskih filmskih producenata ponudili su joj ulogu u njenom prvom filmu Free Love iz 1974. u režiji Ludovica Pavonija.
Sljedeće godine glumila je epizodnu ulogu uz Sylviju Kristel u nastavku kultnog francuskog erotskog filma Emmanuelle, nakon čega joj je ponuđena uloga u filmu Crna Emanuelle, svojevrsnoj talijanskoj inačici francuskog erotskog serijala. Na snimanju je započela vezu s talijanskim glumcem Gabriellom Tintijem, te se posljedično preselila u Italiju i glumila s njim u još mnogim filmovima.
Godine 1976. udala se za Tintija, te snimala nekoliko filmova, među kojima i Emanuellu u Bangkoku, a glumila je i uz Terencea Hilla i Buda Spencera u filmu Crime Busters. Zatim su uslijedili novi nastavci serijala o Crnoj Emanuelli, poput Emanuelle u Americi i, za ono vrijeme, šokoviti erotski horor Emanuelle i posljednji kanibali.
Tijekom 1980-ih je glumila u nizu službenih i neslužbenih nastavaka Crne Emanuelle kao što su Božanska Emanuelle, Emanuelle, kraljica pustinje ili Emanuelle u paklu.
Godine 1992. nakon suprugove smrti povukla se iz svijeta filma.

## Filmografija
- Free Love (1974.) - Janine
- Crna Emanuelle (Emanuelle nera) (1975.) - Mae Jordan aka Emanuelle
- Emmanuelle 2 (1975.) - Masseuse
- Voto di castità (1976.) - služavka
- Crna Emanuelle u Bangkoku (Emanuelle nera: Orient Reportage) (1976.) - Emanuelle
- Eva nera (1976.) - Eva
- Emanuelle u Americi (Emanuelle in America) (1977.) - Emanuelle
- Sestra Emanuelle (Suor Emanuelle) (1977.) - Emanuelle
- Emanuelle na putu oko svijeta (1977.) - Emanuelle
- Emanuelle i posljednji kanibali (Emanuelle e gli ultimi cannibali) (1977.) - Emanuelle
- Emanuelle i trgovina bijelim robljem (La Via della prostituzione) (1978.) - Emanuelle
- Božanska Emmnuella (1979.) - Emanuelle
- Periscopio, El (1979.) aka Malizia erotica
- Love Camp (1981.), aka Death-Goddess of the Love Camp i Božanska Emanuelle
- The Bushido Blade (1981.) - Maria
- Caligola: la Storia mai raccontata (1982.) - Miriam
- La Belva dalla calda pelle (1982.) - Emanuelle
- Violenza in un carcere femminile (1982.) - Emanuelle/Laura Kendall
- Horror Safari (1982.) - Maria
- Endgame - Bronx lotta finale (1983.) - Lilith
- Déchaînement pervers de Manuela (1983) - Manuela/Emanuelle
- Emanuelle Escapes from Hell (tal. Emanuelle fuga dall'inferno), poznat i kao Women's Prison Massacre, Blade Violent i Emanuelle in Prison (1983.) - Emanuelle
- Love Is Forever (1983.) - Keo Sirisomphone (Moira Chen)
- L'Alcova (1984.) - Zerbal
- Il Piacere (1985.) - Haunani
- Voglia di guardare (1986.)
- Riflessi di luce (1988.) - Diana
- Top Model (1988.) - Dorothy/Eve
- Undici giorni, undici notti 2 (1990.) - Jackie Forrest
- Quest for the Mighty Sword (1990.) - Grimilde
- Metamorphosis (1990.) - prostitutka
- Una Tenera storia (1992.)

## Vanjske poveznice
- Laura Gemser - IMDb (engl.)
- Laura Gemser Biography (engl.)
- The New York Times - Laura Gemser (engl.)
- cultsirens.com - Laura Gemser (engl.)